# Historia de las leyes de patentes
La historia de las patentes , y de la ley de patentes se considera en general que se inició en Italia con el Estatuto de Venecia de 1474, el cual fue emitida por la República de Venecia Se emitió un decreto por el cual los nuevos dispositivos y la actividad inventiva, una vez que habían sido puestos en práctica, tenían que ser comunicados a la República para obtener protección jurídica contra los infractores potenciales. El período de protección era de 10 años